# IC 544
IC 544 ist eine spiralförmige Radiogalaxie vom Hubble-Typ Sbc im Sternbild Löwe auf der Ekliptik. Sie ist schätzungsweise 334 Millionen Lichtjahre von der Milchstraße entfernt und hat einen Durchmesser von etwa 75.000 Lj.

Im selben Himmelsareal befindet sich u. a. die Galaxie IC 545.
Das Objekt wurde am 21. März 1892 vom französischen Astronomen Stéphane Javelle entdeckt.